# Bezirk Sokal

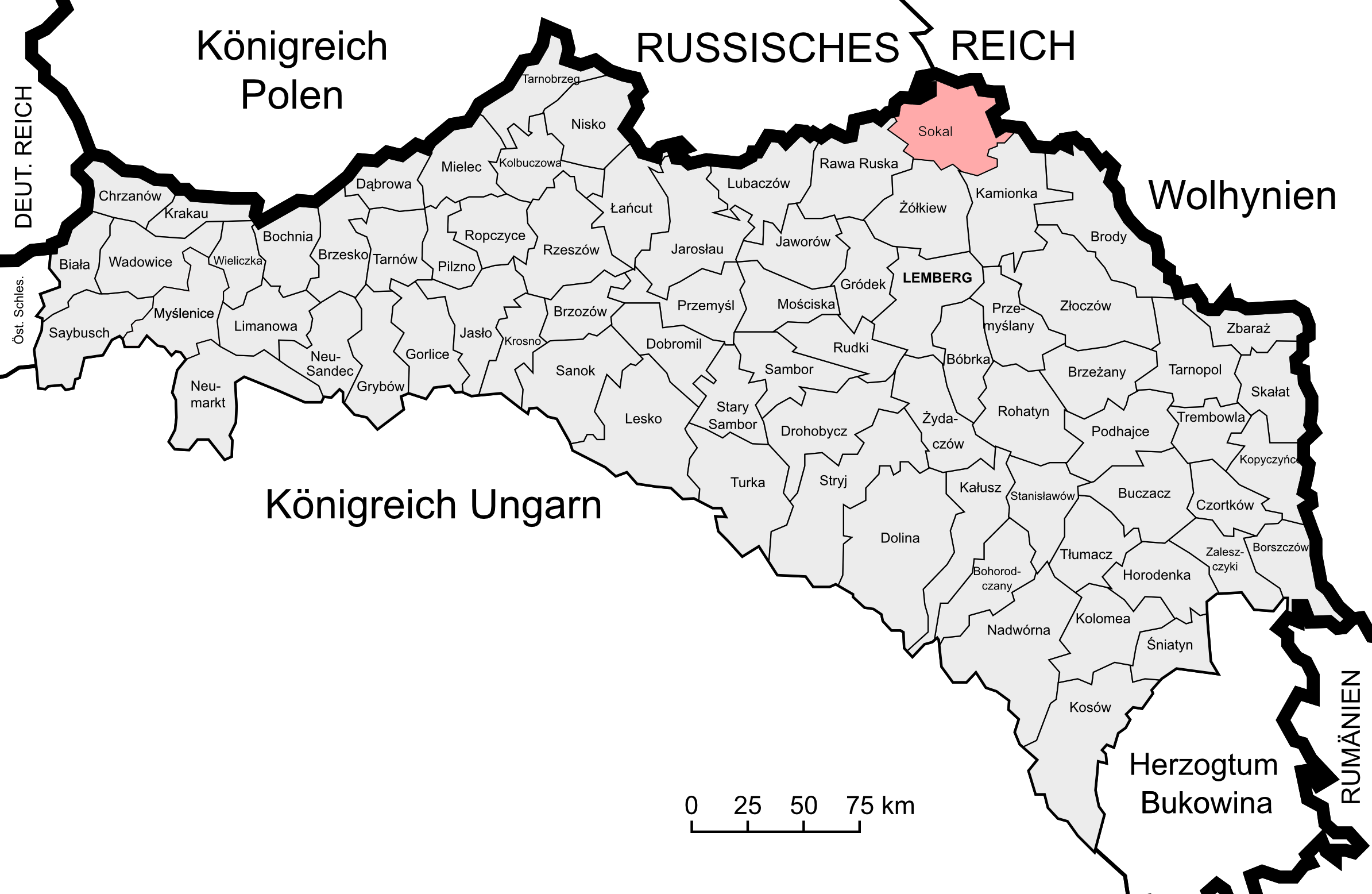
Lage des Bezirks Sokal im Kronland Galizien und Lodomerien

Der Bezirk Sokal war ein politischer Bezirk im Kronland Galizien und Lodomerien. Sein Gebiet umfasste Teile Ostgaliziens in der heutigen Westukraine (Oblast Lwiw, Rajon Sokal und Rajon Radechiw sowie Rajon Kamjanka-Buska) und Polen (Woiwodschaft Lublin, Powiat Hrubieszowski und Powiat Tomaszowski). Sitz der Bezirkshauptmannschaft war die Stadt Sokal. Im November 1918 war der Bezirk nach dem Zusammenbruch der Donaumonarchie am Ende des Ersten Weltkriegs kurzzeitig Teil der Westukrainischen Volksrepublik.
Er grenzte im Norden an das Russische Kaiserreich, im Osten an den Bezirk Radziechów, im Südosten an den Bezirk Kamionka Strumiłowa, im Süden an den Bezirk Żółkiew sowie im Westen an den Bezirk Rawa Ruska.

## Geschichte
Ein Vorläufer des späteren Bezirks (Verwaltungs- und Justizbehörde zugleich) wurde zum Ende des Jahres 1850 geschaffen, die Bezirkshauptmannschaft Sokal war dem Regierungsgebiet Lemberg unterstellt und umfasste folgende Gerichtsbezirke:
- Gerichtsbezirk Sokal
- Gerichtsbezirk Bełz
- Gerichtsbezirk Radziechów

Nach der Kundmachung im Jahre 1854 kam es am 29. September 1855 zur Einrichtung des Bezirksamtes Sokal (weiterhin für Verwaltung und Gerichtsbarkeit zuständig) innerhalb des Kreises Żółkiew.
Nachdem die Kreisämter Ende Oktober 1865 abgeschafft wurden und deren Kompetenzen auf die Bezirksämter übergingen, schuf man nach dem Österreichisch-Ungarischen Ausgleich 1867 auch die Einteilung des Landes in zwei Verwaltungsgebiete ab. Zudem kam es im Zuge der Trennung der politischen von der judikativen Verwaltung zur Schaffung von getrennten Verwaltungs- und Justizbehörden. Während die gerichtliche Einteilung weitgehend unberührt blieb, fasste man Gemeinden mehrerer Gerichtsbezirke zu Verwaltungsbezirken zusammen.
Der neue politische Bezirk Sokal wurde aus folgenden Bezirken gebildet:
- Bezirk Sokal (mit 38 Gemeinden)
- Bezirk Bełz (mit 42 Gemeinden)
- Teilen des Bezirks Mosty Wielkie (Gemeinden Jastrębica, Hohołów, Horodyszcze Bazyliańskie, Radwance mit Wulka Radwaniecka, Parchacz, Tyszyce, Wołsin mit Naradna, Sielec mit Zawoń und Nosate)

Der Bezirk Sokal bestand bei der Volkszählung 1910 aus 103 Gemeinden sowie 91 Gutsgebieten und umfasste eine Fläche von 1335 km². Hatte die Bevölkerung 1900 noch 100.155 Menschen umfasst, so lebten hier 1910 109.250 Menschen. Auf dem Gebiet lebten dabei mehrheitlich Menschen mit ruthenischer Umgangssprache (60 %) und griechisch-katholischem Glauben, Juden machten rund 15 % der Bevölkerung aus.

## Ortschaften
Auf dem Gebiet des Bezirks bestanden 1910 Bezirksgerichte in Bełz und Sokal, diesen waren folgende Orte zugeordnet:
Gerichtsbezirk Bełz:
- Stadt Bełz
- Bezejów
- Budynin
- Cebłów
- Chłopiatyn
- Dłużniów
- Głuchów
- Góra
- Horodyszcze Waręzkie
- Hulcze
- Kościaszyn
- Kuliczków
- Leszczków
- Liski
- Liwcze
- Machnówek
- Myców
- Oserdów
- Ostrów
- Piwowszczyzna
- Prusinów
- Przemysłów
- Przewodów
- Rusin
- Siebieczów
- Sulimów
- Tuszków
- Waniów
- Markt Waręż Miasto
- Waręż Wieś
- Wierzbiąż
- Winniki
- Witków
- Worochta
- Wyżlów
- Żabcze Murowane
- Żniatyn
- Żużel

Gerichtsbezirk Sokal:
- Baranie Peretoki
- Bendiuchy
- Bobiatyn
- Bojanice
- Boratyn
- Byszów
- Chorobrów
- Cieląż
- Dobraczyn
- Hatowice
- Hoholów
- Horbków
- Horodłowice
- Horodyszcze Bazyliańskie
- Ilkowice
- Jastrzębica
- Klusów
- Komarów
- Konotopy
- Kopytów
- Korczyn
- Markt Krystynopol
- Leszczatów
- Łubów
- Łuczyce bestehend aus den Ortsteilen Bujawa und Łuczyce
- Madziarki
- Mianowice
- Moszków
- Nowy Dwór
- Nuśmice
- Opulsko
- Parchacz
- Perespa
- Perwiatycze
- Pieczygóry
- Poturzyca
- Poździmierz
- Radwańce
- Rożdżałów
- Sawczyn
- Sielec
- Skomorochy
- Stadt Sokal
- Spasów
- Starogród
- Steniatyn
- Świtarzów
- Szarpańce
- Szmitków
- Tartakowiec
- Markt Tartaków Miasto
- Tartaków Wieś
- Torki
- Tudorkowice
- Tyszyce
- Uhrynów
- Ulwówek
- Wojsławice
- Wolica Komarowa
- Wołświn
- Zawisznia
- Zboiska
- Zubków